# (17351) Фейдипп
(17351) Фейдипп (лат. Pheidippos) — типичный троянский астероид Юпитера, движущийся в точке Лагранжа L4, в 60° впереди планеты. Астероид был открыт 19 сентября 1973 года голландскими астрономами К. Й. ван Хаутеном, И. ван Хаутен-Груневельд и Томом Герельсом в Паломарской обсерватории и назван в честь одного из персонажей древнегреческой мифологии.

Орбита астероида Фейдипп и его положение в Солнечной системе